# حجل أبيض العنق
حجل أبيض العنق (الإسم العلمي:Arborophila gingica)، هو نوع من الطيور يتبع جنس حجلان التلال من أسرة الحجلاوات ضمن فصيلة التدرجية من رتبة الدجاجيات.